# Phenyo Mongala
Phenyo Mongala (Kanye, 10 de junho de 1985) é um futebolista botsuanense que atua como meia.

## Carreira
Phenyo Mongala representou o elenco da Seleção Botsuanense de Futebol no Campeonato Africano das Nações de 2012.